# بطولة إفريقيا تحت 20 سنة لكرة القدم 2013
بطولة أفريقيا تحت 20 سنة لكرة القدم 2013 هي النسخة التاسعة عشر من البطولة الأفريقية للاعبين تحت 20 سنة لكرة القدم. أقيمت البطولة في الجزائر. وتتأهل الفرق الأربعة التي بلغت نصف النهائي إلى كأس العالم للشباب تحت 20 سنة 2013.

## التصفيات
ستقام الأدوار التأهيلية في أبريل 2012 وتنتهي في أكتوبر 2012. يذكر أن اللجنة المنظمة حددن يوم 31 ديسمبر 2011 كموعد نهائي للالتحاق بالبطولة.

### المنتخبات المتأهلة
| - الجزائر (المستضيف) - بنين - جمهورية الكونغو الديمقراطية - مصر | - الغابون - غانا - مالي - نيجيريا |

## القرعة
قرعة البطولة ستقام يوم 9 ديسمبر 2012 بالقاهرة مصر.

## الملاعب
أختيرت وهران كمكان لبطولة أفريقيا للشباب 2013، كما أن هناك بعض المباريات ستجرى في المدينة المجاورة عين تموشنت. المباريات سوف تجرى على ملعب أحمد زبانة بوهران الذي سيكون الملعب الرئيسي. المركب الثاني هو ملعب عمر أوصيف بعين تموشنت.
| وهران           | وهران عين تموشنتبطولة إفريقيا تحت 20 سنة لكرة القدم 2013 (الجزائر) | عين تموشنت     |
| ملعب أحمد زبانة | وهران عين تموشنتبطولة إفريقيا تحت 20 سنة لكرة القدم 2013 (الجزائر) | ملعب عمر أوصيف |
| السعة: 40,000   | وهران عين تموشنتبطولة إفريقيا تحت 20 سنة لكرة القدم 2013 (الجزائر) | السعة: 12,000  |
|                 | وهران عين تموشنتبطولة إفريقيا تحت 20 سنة لكرة القدم 2013 (الجزائر) |                |

## دور المجموعات

### المجموعة الأولى
| المنتخب | لعب | فوز | تعادل | خسر | له | عليه | فرق | النقاط |
| ------- | --- | --- | ----- | --- | -- | ---- | --- | ------ |
| مصر     | 3   | 3   | 0     | 0   | 4  | 1    | +3  | 9      |
| غانا    | 3   | 2   | 0     | 1   | 4  | 2    | +2  | 6      |
| بنين    | 3   | 0   | 1     | 2   | 0  | 2    | −2  | 1      |
| الجزائر | 3   | 0   | 1     | 2   | 0  | 3    | −3  | 1      |

| الجزائر | 0–0 | بنين |
| ------- | --- | ---- |
|         |     |      |

| غانا        | 1–2 | مصر                 |
| ----------- | --- | ------------------- |
| أسيفواه 76' |     | حماد 67' · جمعة 87' |

| غانا        | 1–0 | بنين |
| ----------- | --- | ---- |
| أسيفواه 56' |     |      |

| الجزائر | 0–1 | مصر                    |
| ------- | --- | ---------------------- |
|         |     | ربيعة 43' · حماد 90+1' |

| الجزائر | 0–2 | غانا                    |
| ------- | --- | ----------------------- |
|         |     | ساليفو 5' · أسيفواه 29' |

| بنين | 0–1 | مصر       |
| ---- | --- | --------- |
|      |     | كهربا 22' |

### المجموعة الثانية
| المنتخب                     | لعب | فوز | تعادل | خسر | له | عليه | فرق | النقاط |
| --------------------------- | --- | --- | ----- | --- | -- | ---- | --- | ------ |
| مالي                        | 3   | 2   | 0     | 1   | 3  | 3    | 0   | 6      |
| نيجيريا                     | 3   | 2   | 0     | 1   | 4  | 2    | +2  | 6      |
| الغابون                     | 3   | 1   | 1     | 1   | 2  | 1    | +1  | 4      |
| جمهورية الكونغو الديمقراطية | 3   | 0   | 1     | 2   | 2  | 5    | −3  | 1      |

| نيجيريا | 0–1 | مالي      |
| ------- | --- | --------- |
|         |     | نياني 12' |

| جمهورية الكونغو الديمقراطية | 0–0 | الغابون |
| --------------------------- | --- | ------- |
|                             |     |         |

| مالي                  | 2–1 | جمهورية الكونغو الديمقراطية |
| --------------------- | --- | --------------------------- |
| ديالو 51' · نياني 60' |     | إيدي نغويي 55'              |

| الغابون | 0–1 | نيجيريا                |
| ------- | --- | ---------------------- |
|         |     | أجاجون 21' (ركلة جزاء) |

| نيجيريا                               | 1-3 | جمهورية الكونغو الديمقراطية |
| ------------------------------------- | --- | --------------------------- |
| أجاجون 34' (ركلة جزاء) · عمر 39'، 48' |     | بيمبيلي 73'                 |

| مالي | 2-0 | الغابون                   |
| ---- | --- | ------------------------- |
|      |     | انجونجه 50' · مايونجو 60' |

## مرحلة خروج المغلوب
|  | نصف النهائي                    | نصف النهائي                    |       |                                | النهائي                        | النهائي |  |
|  |                                |                                |       |                                |                                |         |  |
|  | 26 مارس 2013 - ملعب عمر أوصيف  |                                |       |                                |                                |         |  |
|  | مصر                            | 2                              |       |                                |                                |         |  |
|  | نيجيريا                        | 0                              |       |                                |                                |         |  |
|  |                                |                                |       |                                |                                |         |  |
|  |                                |                                |       |                                | 30 مارس 2013 - ملعب أحمد زبانة |         |  |
|  |                                |                                |       |                                | مصر                            | 1 (5)   |  |
|  |                                | غانا                           | 1 (4) |                                |                                |         |  |
|  |                                |                                |       |                                |                                |         |  |
|  |                                |                                |       |                                |                                |         |  |
|  |                                |                                |       |                                | المركز الثالث                  |         |  |
|  | 26 مارس 2013 - ملعب أحمد زبانة | 26 مارس 2013 - ملعب أحمد زبانة |       | 29 مارس 2013 - ملعب أحمد زبانة | 29 مارس 2013 - ملعب أحمد زبانة |         |  |
|  | مالي                           | 0 (2)                          |       | نيجيريا                        | 2                              |         |  |
|  | غانا                           | 0 (4)                          |       |                                | مالي                           | 1       |  |

### نصف النهائي
| مصر            | 2 – 0 | نيجيريا |
| -------------- | ----- | ------- |
| كهربا 46'، 81' |       |         |

| غانا          | 0 – 0 (ب.و.إ.) | مالي |
| ------------- | -------------- | ---- |
|               |                |      |
| ركلات الترجيح |                |      |
|               | 4 – 2          |      |

### مباراة المركز الثالث
| مالي     | 1–2 | نيجيريا      |
| -------- | --- | ------------ |
| كيتا 87' |     | عمر 72'، 82' |

### النهائي
| غانا                                                | 1 – 1 (ب.و.إ.) | مصر                                                                |
| --------------------------------------------------- | -------------- | ------------------------------------------------------------------ |
| أركورفول 7' (ركلة.)                                 | تقرير          | جمعة 4' (ركلة.)                                                    |
| ركلات الترجيح                                       |                |                                                                    |
| نكيتياه · أركوفول · أتاماه · لارتي · أوفوري · أنابا | 4 – 5          | رامي ربيعة · صالح جمعة · أحمد سمير · أحمد رفعت · كهربا · حسام غالي |

## البطل
| فائز بطولة أفريقيا لكرة القدم للشباب 2013 |
| ----------------------------------------- |
| · مصر · للمرة الرابعة                     |

| المركز الثاني | المركز الثالث | المركز الرابع |
| ------------- | ------------- | ------------- |
| غانا          | نيجيريا       | مالي          |

## الهدافين
4 أهداف
- أمينو عمر

3 أهداف
- إبينزير أسيفوا
- محمود كهربا

هدفين
- صالح جمعة
- اداما نياني
- عبد الجليل أجاغون

هدف
- إيبنزر أوفوري
- سيدو ساليفو
- إرميا أركورفول
- محمود حماد
- رامي ربيعة
- سامبا ديالو
- تيكورو كيتا
- إيمومو إيدي نغويي

## المنتخبات المشاركة ببطولةكأس العالم للشباب تحت 20 سنة 2013
- مصر
- غانا
- مالي
- نيجيريا

## وصلات خارجية
- اتحاد كرة القدم الأفريقية